# Campeonato Amapaense de Futebol - Série B
O Campeonato Amapaense de Futebol - Série B é a segunda divisão da competição anual de clubes de futebol a nível estadual organizada pela Federação Amapaense de Futebol (FAF) e disputada por clubes do Amapá.
A Segunda Divisão do Campeonato Amapaense de Futebol teve a sua primeira edição, ainda em fase amadora, realizada em 1955 com o Juventus sagrando-se campeão.
Não houve disputa em 1960 e 1961, entre 1967 e 1972, em 1974 e 1975, em 1985 e 1986, entre 1994 e 2004, em 2006, e entre 2008 e 2023. A retomada da divisão do campeonato será no ano de 2024, conforme anunciado pela Federação Amapaense de Futebol.
Em 1991, 2005 e 2007, a segunda divisão foi disputada como um torneio seletivo.

## Campeões

### Fase Amadora (1955-1990)
- Observação: O Santana foi o campeão de 1958, porém perdeu o título após escalar um jogador irregular.[8]